# Eucyclopera coronado
Eucyclopera coronado là một loài bướm đêm thuộc phân họ Arctiinae, họ Erebidae.